# Litovelské Pomoraví

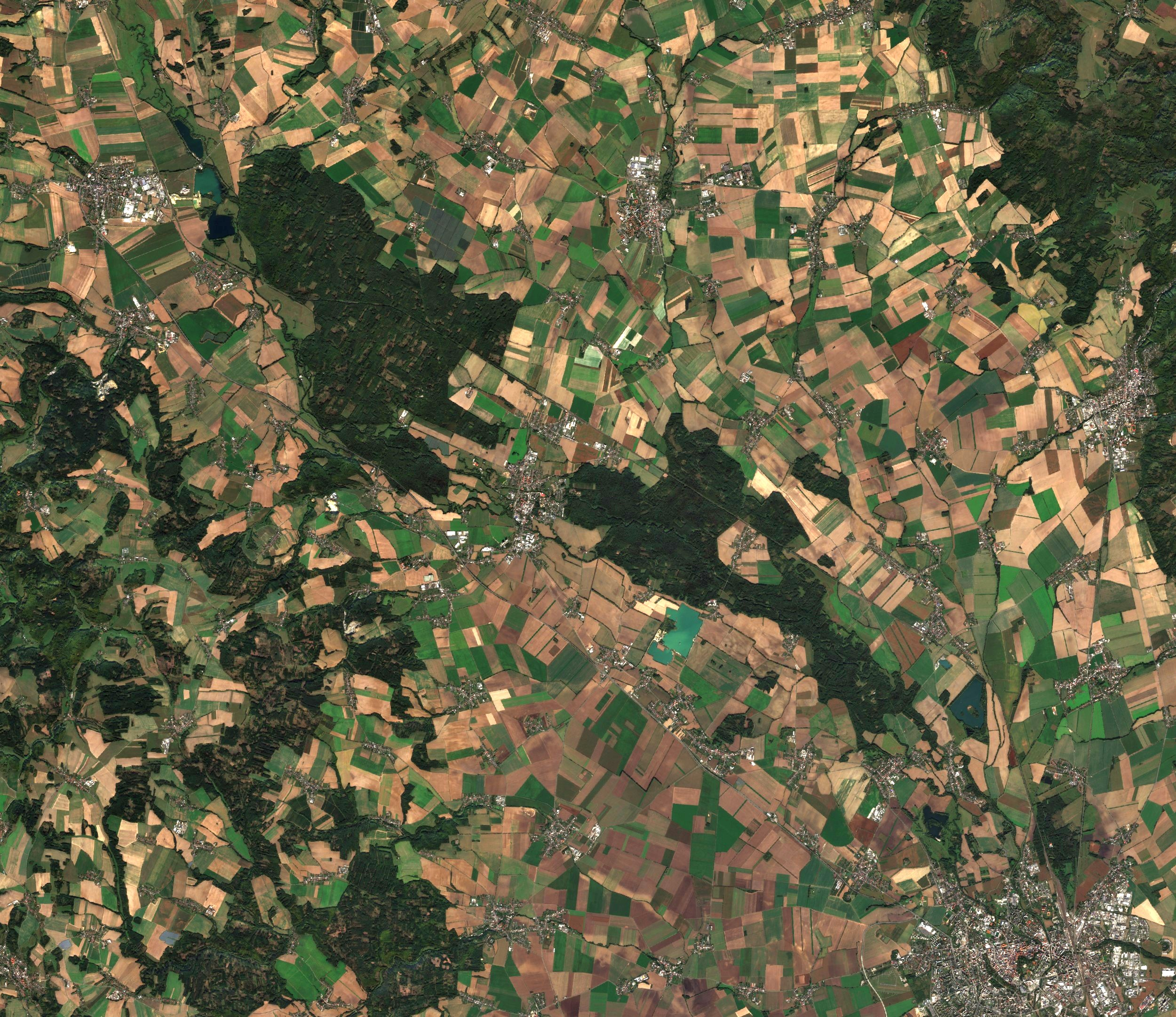
Litovelské Pomoraví – Satellitenaufnahme 2021

Litovelské Pomoraví (deutsch Littauer Marchtal) ist ein Landschaftsschutzgebiet in der mährischen Region Olomouc, Tschechien. Es schützt seit 1990 die Feuchtgebiete in der Flussaue am Mittellauf der March. Das Gebiet ist 96 km² groß und nimmt einen etwa 44 Kilometer langen und 3–8 Kilometer breiten Streifen zwischen den Städten Olomouc und Mohelnice ein.

## Topographie
Das Areal befindet sich in der Kontaktzone der Böhmischen Masse und der Westkarpaten. Der südöstliche Teil ist eben, der tiefste Punkt liegt am südlichen Rand mit einer Höhe von 210 m. n. m. Im Nordwesten schließt sich eine Hügelkette mit den Bergen Jelení vrch (344,9 m n. m.) und Třesín (344,9 m n. m.) als höchsten Erhebungen an.
Der anastomosierende Fluss bildet im Litovelské Pomoraví ein Binnendelta, das überwiegend von Wald und Feuchtwiesen bedeckt ist. Mehr als die Hälfte des Gebietes ist bewaldet. Die March durchläuft hier ihren letzten größeren naturbelassenen Abschnitt; außerhalb der Siedlungen ist sie nicht reguliert. Im Frühjahr werden die Feuchtgebiete regelmäßig überschwemmt. 7 % des Geländes steht ständig, 36 % periodisch unter Wasser. Neben der feuchten Niederung gehört zum Schutzgebiet außerdem auch das Karst des Berges Třesín mit einigen Höhlen und der Laubmischwald Doubrava. Landwirtschaftliche Nutzung und Bebauung spielen eine untergeordnete Rolle. In der Mitte zwischen dem flachen südlichen und dem hügeligen nördlichen Teil liegt die Stadt Litovel, im äußersten Süden berührt das Schutzgebiet die Stadtgrenzen von Olomouc.

## Flora und Fauna

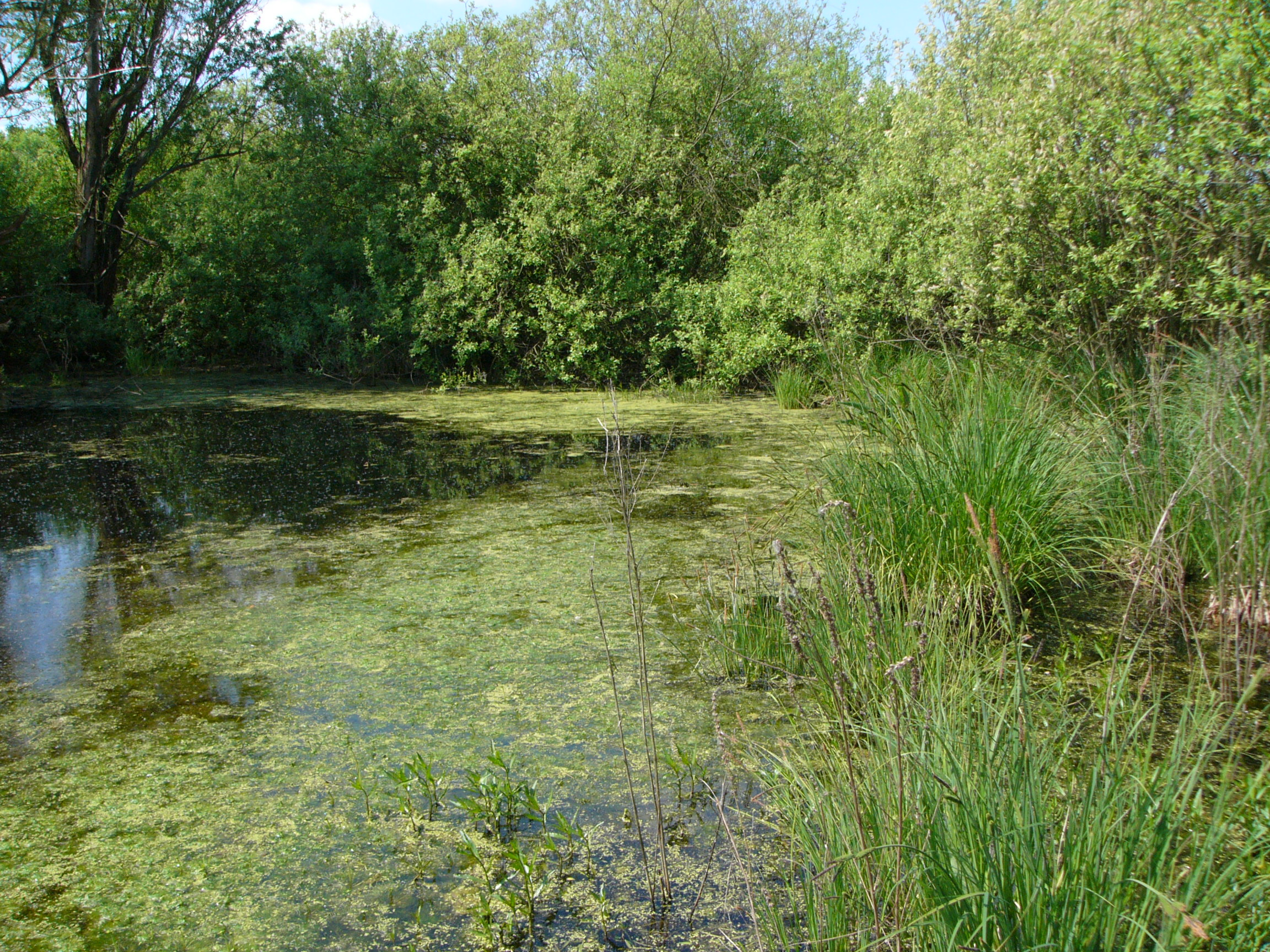
Naturreservat Plané loučky

Im Schutzgebiet überwiegt Auwald, Laubmischwald und Erlenbruchwald. Die Weichholzauen sind mit Eschen, Weiden und Schwarz-Pappeln, die Hartholzauen mit Eichen, Linden, Ahorn und Ulmen bestanden. Im Hügelland stehen Buchenmischwälder. Einige Pflanzen wachsen hier am nördlichen Rand ihres Verbreitungsgebietes, zum Beispiel die Ästige Graslilie, Rosen-Malve und das Echte Salomonssiegel. Schilfrohr, Seggen und Feuchtwiesen finden sich nur in der Aue, die höheren Terrassen werden landwirtschaftlich genutzt. Noch in den 1960er Jahren gab es 1000 Hektar Feuchtwiesen, heute ist nur noch ein Drittel davon übrig geblieben.
Die Tierwelt ist dem Feuchtbiotop entsprechend. Im Landschaftsschutzgebiet siedeln der Schuppenschwanz und andere Krebse, 35 Arten von Fischen wurden gezählt. Heimische Vertreter der Amphibien und Reptilien sind Knoblauchkröte, Grasfrosch, Erdkröte, Nördlicher Kammmolch, Eidechsen, Blindschleichen und Ringelnattern. 48 Arten von Vögeln brüten hier, 40 davon sind typische Waldvögel. Die Wälder sind ein Rückzugsgebiet für Fledermäuse. 1991 wurden Biber ausgesetzt.

## Ökologische Bedeutung
Im Landschaftsschutzgebiet Litovelské Pomoraví stehen 25 kleinräumige Gebiete unter besonderem Schutz: 2 Nationale Naturreservate, 1 Nationales Naturdenkmal, 13 Naturreservate und 11 Naturdenkmäler. Seit dem 2. November 1993 sind 5.122 Hektar als international bedeutendes Feuchtgebiet ausgewiesen; damit ist Litovelské Pomoraví eines der 12 in das Verzeichnis der Ramsar-Konvention eingetragenen Gebiete Tschechiens. Im Jahr 2005 wurden 9.318,57 Hektar zum Vogelschutzgebiet nach dem System Natura 2000 erklärt.
Die feuchte Niederung der March hat neben ihrem ökologischen Wert auch eine große Bedeutung als Trinkwasserspeicher der Region. Die Trinkwasserentnahme hat bereits zu einer Senkung des Grundwasserspiegels geführt. Eine weitere Gefährdung des Wasserhaushaltes stellt der geplante Donau-Oder-Elbe-Kanal dar. Im Jahr 1997 wurde das Schutzgebiet deshalb in den Montreux records gefährdeter Ramsar-Schutzgebiete gelistet.
Siehe auch: Liste der Naturschutzgebiete in Tschechien